# Engleski valcer
Engleski valcer (en. Waltz, njem. Walzer, fr. Valse) je vrsta plesa svoje ime dobio je prema zemlji porijekla, Engleskoj. Plesali su ga već na svjetskom prvenstvu 1922. godine, ali samo ime koristi se tek od 1929. godine. Ples se počeo formirati od Bostona i Slowfoxa. 
Prije je bio poprilično progresivan ples - zvali su ga "dance of passing feet", ali tijekom vremena, zbog povećanog broja okreta na kraju takta počeo se koristiti priključak stopala. Struktura je dobila dijagonalni karakter, jer su se cijeli okreti činili prekompliciranim, i prilikom desnih i lijevih okreta napravljeno je samo 3/4 okreta. Ovu novu plesnu formu izradili su engleski učitelji plesa, kojeg je priznao i Imperial Society 1927. godine. Engleski valcer, koji se pleše na laganu, sentimentalnu glazbu, zbog ritmičkih pokreta postao je najharmoničnijim plesom u grupi standardnih plesova. Plesni karakter pokazuje se u sporim i ujednačenim njihanjima, prostorno progresivnim okretima, koji vladaju na plesnim podijima bez ikakvog loma u tijelu.
Engleski valcer se pleše kao prvi ples na natjecanjima, a mnogi ga nazivaju i kraljem, bolje rečeno "kraljicom" plesova.